# Pagani
För andra betydelser, se Pagani (olika betydelser).
Pagani (Pagani Automobili S.p.A) är en italiensk tillverkare av exklusiva sportbilar, som har sitt säte i Graziosa, Modena, Italien.
Pagani har tillverkat flera exklusiva sport- och superbilar, bland annat "Huayra (BC)" och "Zonda R/Revolucion".

## Historia
Paganis skapare Horacio Pagani föddes den 10 november 1955 i Casilda, Argentina. Han studerade industriell design 1972–1974 på Universidad Nacional de La Plata i Argentina och även maskinteknik vid Universidad Nacional de Rosario år 1975. År 1979 konstruerar han en komplett F2 ensitsig. Han vann två stipendier av Rotary Club International för Royal College of Art i London och Art Centre i Pasadena år 1982-83. Han flyttade till Italien år 1983 för att ett år senare samarbeta med ett team för att bygga Countach Evoluzione, den första bilen med en kolfiberram. År 1987 ansvarade han för utformningen av Lamborghini Countach Aniversary. År 1990 samarbetade han i upprättandet av design och konstruktion av Lamborghini Diablo-karossen. Senare byggde han modeller samt formade och flyttade ut sitt kunnande till Lamborghini för byggandet av karosser byggd med avancerade kompositmaterial. År 1991 grundades Foundation of Modena Design (som senare blir Pagani Automobili). Under åren 1994-97 så designade han interiör för Lamborghini. År 1999 presenterades Pagani Zonda C12 på Geneva Motor Show, Pagani's första modell.
Tillverkade Modeller:
- Zonda C12, 1999.
- Zonda S 7.3, 2002.
- Zonda Roadster, 2003.
- Zonda F, 2005.
- Zonda Roadster F, 2006.
- Zonda Cinque, 2009.
- Zonda Roadster Cinque, 2009.
- Zonda R, 2009.
- Zonda Tricolore, 2010.
- Huayra, 2011.
- Zonda R, 2009.
- Zonda Revolucion, 2013.
- Huayra BC, 2016.